# 胡安·包蒂斯塔·希尔
胡安·包蒂斯塔·希尔（西班牙語：Juan Bautista Gill，1840年10月28日—1877年4月12日），巴拉圭政治人物，1874年成為巴拉圭總統，1877年被刺殺。